# Verteidigung der Zukunft
Verteidigung der Zukunft ist eine Wortschöpfung, die der ehemalige OSZE-Repräsentant für die Freiheit der Medien Freimut Duve geprägt hat. Der politische Begriff enthält eine indirekte rhetorische Aufforderung. Er spielt mit den Zeitendimensionen sowie mit dem Konkreten und Abstrakten. Damit setzt er Fantasie, Imagination und Kreativität frei.

Freimut Duve bei der Eröffnung von mobile.culture.container

## Begriffsprägung
Er erschien erstmals im Jahre 2000 in größerer Öffentlichkeit mit dem Buchtitel In Defence of our Future. Searching in the Minefield herausgegeben von Freimut Duve und Nenad Popović im Zusammenhang mit den Kriegen im ehemaligen Jugoslawien. Ein Jahr später brachte Duve ein Buch mit dem Titel U Obranu naše budućnosti heraus, in dem junge Bürger aus dem ehemaligen Jugoslawien die Vision ihrer Zukunft darstellten. 2001 erschien von Freimut Duve und Heidi Tagliavini Kaukasus – Verteidigung der Zukunft. 24 Autoren auf der Suche nach Frieden. In der Einleitung schreibt Duve: „Verteidigt die Zukunft! Ein solcher Aufruf inmitten dramatischer Krisen, Zukunft verteidigen nach solch mörderischen Konflikten? Sind wir naiv, wir in der OSZE?“
2002 brachten Freimut Duve und Achim Koch das Buch Balkan. Die Jugend nach dem Krieg: Verteidigung unserer Zukunft heraus. Darin Duve: „Die Kriege im ehemaligen Jugoslawien haben tiefe Spuren bei den Bürgern der neu entstandenen Staaten hinterlassen. Was aber ist und wer gestaltet die Zukunft der nächsten Generation? Wer verteidigt diese Zukunft gegen die Macht der verschiedenen Vergangenheiten? „Kriegskinder“ sind die Moderatoren der Nachkriegskinder, junge Akademiker, die mitten im Krieg aus ihrer Heimat geflohen waren und nun mit den Jugendlichen zur Verteidigung ihrer gemeinsamen Zukunft diskutieren.“
Freimut Duve verbreitete seine Wortschöpfung darüber hinaus in zahlreichen Reden und Artikeln.

## Fonds Verteidigung unserer Zukunft
Im Jahr 2000 gründete Duve in seiner Funktion als OSZE-Direktor in Wien die gemeinnützige Stiftung Fonds Verteidigung unserer Zukunft. Der Fonds beauftragte das Projekt mobile.culture.container. Vorsitzender des Fonds war Freimut Duve. Vorstandsmitglieder waren die ehemalige Schweizer Botschafterin Marianne von Grüningen, Annemarie Türk von Kulturkontakt Austria und der damalige Luxemburger Botschafter Jacques Reuter. Dem Kuratorium gehörten Lieselotte Cyrus, Wolfgang Petritsch, Hans Koschnick und Dr. Erhard Busek an. Kurator war der Wiener Anwalt Dr. Gabriel Lansky. Direktor des Fonds war Achim Koch.
Nach Beendigung des Projekts mobile.culture.container wurde der Fonds aufgelöst.

## Verein Verteidigung der Zukunft
Anschließend wurde in Hamburg unter dem Vorsitz von Freimut Duve der Verein Verteidigung der Zukunft gegründet. Er unterstützt vor allem afrikanische Schüler und Studenten durch Stipendien.